# SANAA
SANAA (Sejima And Nishizawa And Associates) — известное японское архитектурное бюро. Расположено в токийском районе Синагава. Руководителями SANAA являются архитекторы Кадзуё Сэдзима и Рюё Нисидзава.

## История

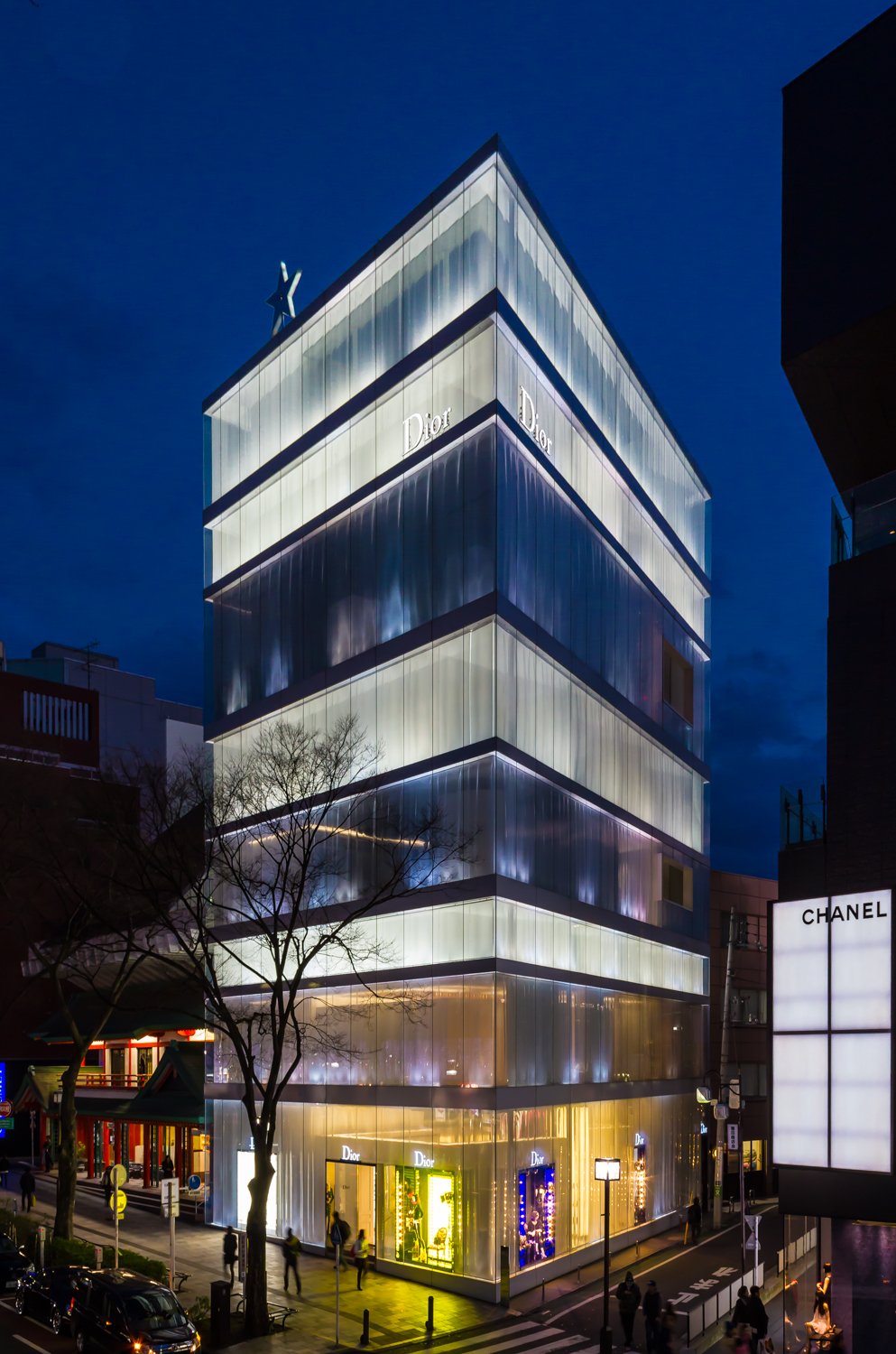
Здание Dior, Токио, Япония

Архитектурное бюро SANAA было основано в 1995 году Кадзуё Сэдзима и Рюё Нисидзава. До этого Седзима руководила архитектурным бюро Kazuyo Sejima & Partner, в котором работал также и Нисидзава. До 2000 года SANAA воздвигло небольшое количество зданий, вызвавших, тем не менее, значительный интерес в мире архитектуры. В 2000 году эта фирма начинает своё сотрудничество с итальянскии фотографом Вальтером Нидермайром, в результате которого была организована выставка из проектов SANAA, с успехом прошедшая во многих городах мира.
Кроме многочисленных построек собственно в Японии, здания, возведённые по проектам бюро SANAA, можно увидеть в США (здание Нового музея современного искусства, Нью-Йорк(2005)), Германии (Цоллферайн-Кубус, Эссен), Китае и др.
SANAA создаёт свои постройки в стиле архитектурного минимализма главным образом из бетона, стали, алюминиевых конструкций и стекла. Как правило, дальнейшее красочное оформление отсутствует, иногда допускается покраска, — но только в белый цвет. К. Сэдзима так описывает творческие ориентиры фирмы: «Мы концентрируемся на эссенции — это является для нас самым важным. И эссенция помещений является белой. Дальнейшее сокращение (упрощение) уже невозможно — иначе наша архитектура станет прозрачной и невидимой». Работы бюро SANAA ныне рассматриваются как смелые эксперименты, созданные особым видением таких субстанций архитектурного творчества, как пространственность помещений, их освещённость, сочетанием используемых материалов и т. д.

## SANAA в России
22 ноября 2021 года SANAA и музей современного искусства «Гараж» объявили о работе над проектом будущего здания музея — павильона «Шестигранник». Здание было спроектировано Иваном Жолтовским в Парке Горького для отделения «Механизации» под названием «Машин и орудий» в 1923 г. для 1-й Всероссийской сельскохозяйственной и кустарно-промышленной выставки. С 1980-х годов здание не эксплуатировалось. В павильоне расположатся три выставочных пространства (два — в гранях здания, одно — на новом подземном уровне), библиотека, книжный и кафе. Внутренний двор станет открытым публичным пространством.

## Награды

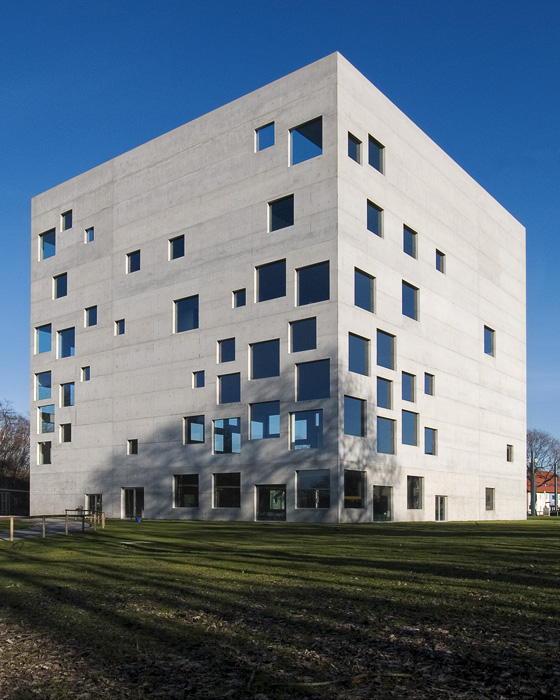
Школа управления и дизайна, Эссен, Германия

Кадзуё Сэдзима и Рюё Нисидзава в 2005 году были награждены премией Рольфа Шока Шведского королевского общества искусств. В 2007 они получили Берлинскую художественную премию от Берлинской академии искусств. В 2010 японские архитекторы удостаиваются самой престижной премии в области зодчества — американской Притцкеровской премии. После Кэндзо Тангэ (1987), Фумихико Маки (1993), и Тадао Андо (1995) они становятся четвёртыми по счёту лауреатами Притцкеровской премии из Японии. В том же 2010 году бюро SANAA получает архитектурную премию Nike от Союза немецких архитекторов.